# セント・オールバンズ級戦列艦
セント・オールバンズ級戦列艦(St Albans class ships of the line)はトーマス・スレード設計のイギリス海軍の64門3等戦列艦。

## 設計
セント・オールバンズの船体はスレードが過去に設計したベローナ級74門艦に基づいている。

## 同型艦
| 艦名                 | 造船所              | 発注          | 進水           | その後     |
| -------------------- | ------------------- | ------------- | -------------- | ---------- |
| セント・オールバンズ | ペリー              | 1761年1月13日 | 1764年7月12日  | 1814年解体 |
| オーガスタ           | ウェルズ&スタントン | 1761年1月12日 | 1763年10月24日 | 1777年焼損 |
| ディレクター         | クリーブリー        | 1780年8月2日  | 1784年3月9日   | 1801年解体 |